# Заря (Угранский район)
Заря — деревня в Угранском районе Смоленской области России. Входит в состав Всходского сельского поселения.
Население — 4 жителя (2007 год).
Расположена в юго-восточной части области в 10 км к юго-западу от Угры, в 0,1 км западнее автодороги Знаменка-Спас-Деменск, на берегу реки. В 8 км восточнее от деревни находится железнодорожная станция Вертехово на линии Торжок-Брянск.

## История
В годы Великой Отечественной войны деревня была оккупирована гитлеровскими войсками в октябре 1941 года, освобождена в марте 1943 года.